# Leonor d'Este (1643-1722)
Leonor d'Este (em italiano:  Eleonora d’Este; Módena, 2 de janeiro de 1643 — Módena, 24 de fevereiro de 1722)  foi uma nobre italiana, princesa de Módena e Régio. Foi uma religiosa fervorosa e venerada pela Igreja Católica.

## Biografia
Era filha do duque Francisco I d'Este, Duque de Módena e Reggio e da sua primeira mulher, Maria Catarina Farnésio.
O casal tivera, em 1639, uma outra filha con este nome, morta com apenas um ano de idade.
Criada na corte paterna onde ainda muito jovem distinguiu-se pela fervorosa fé religiosa e pelas suas obras de caridade. 
Em 3 de maio de 1674 Leonor entrou no convento para fazer parte da Ordem das Carmelitas Descalças, tendo mudado o seu nome para Maria Francisca do Espírito Santo.
Várias vezes foi colocada à frente da comunidade religiosa e também foi incumbida da tarefa de fazer construir um mosteiro em Reggio Emilia. Inaugurado em 1689, viria a ser fechado mais de um século depois, em 1798.
Tornou-se de tal forma conhecida e popular, que rapidamente vem a ser conselheira íntima também da classe dirigente.
Morreu com fama de santidade na sua cidade natal em 1722 e tornou-se venerada pela Igreja Católica.